# Dominó

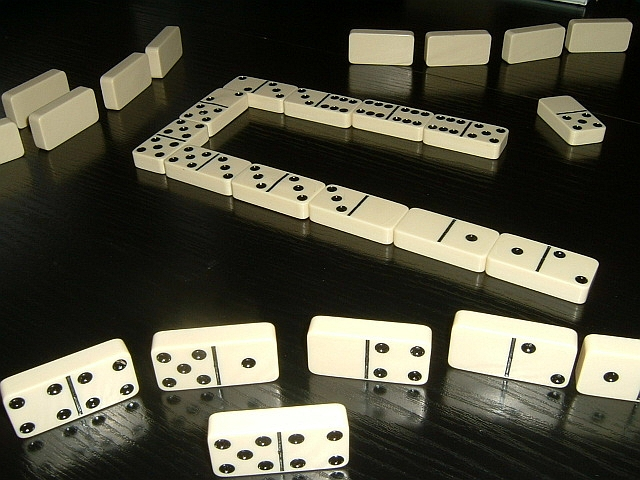
Juego de dominó.

El dominó es un juego de mesa que emplea fichas (baldosas) rectangulares, generalmente blancas por la cara y negras por el envés. Una de sus caras está dividida en dos cuadrados, cada uno está numerado normalmente mediante disposiciones de puntos como los dados.
La puntuación habitual es de cero a seis puntos, lo que compone un total de 28 piezas de dominó siendo la ficha más grande la del seis doble. Existen otras variantes de 55, 91, 136 y 190 piezas. Por ejemplo, en Cuba se juega con 28 piezas en la zona oriental, mientras que en el centro y occidente, incluyendo la capital, se juega con 55 fichas.
Si un jugador al inicio de la partida obtiene cuatro fichas con iguales números en ambos lados es considerado como victorioso y la partida será reiniciada. Cuando se cierra gana el que tenga menos fichas.

## Origen
Los orígenes del dominó se remontan a China hace más de mil años durante la dinastía Yuan, donde era conocido como 'pupai' y surgió como una derivación del juego de los dados. Solo hasta mediados del siglo XVIII fue introducido a Europa por los italianos, aunque la adaptación de su nombre proviene del francés.

## Historia

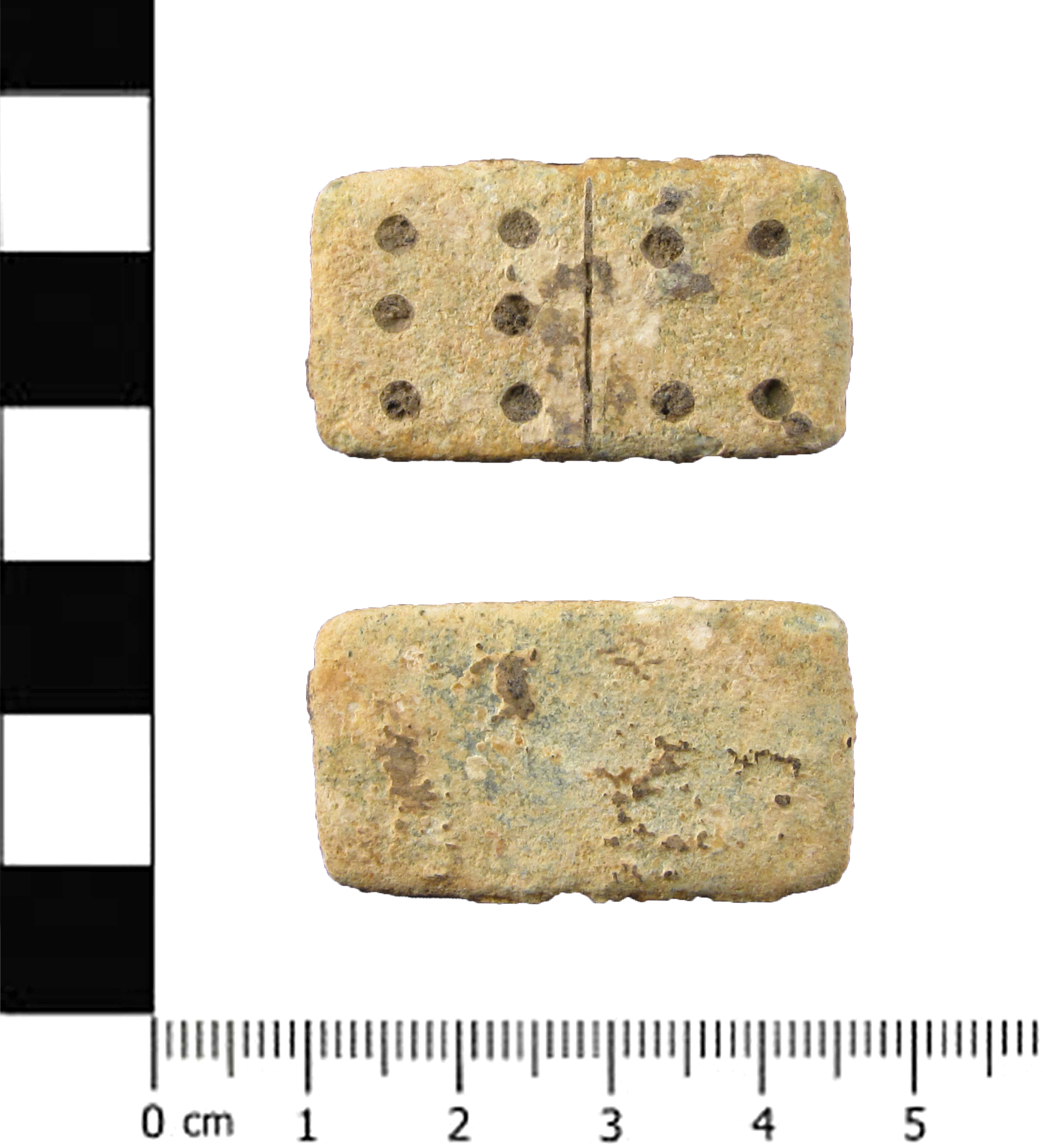
Dominó de aleación de plomo de época postmedieval, probablemente entre 1700 y 1900.

La mención más antigua escrita sobre el dominó está documentada en China, en el escrito "Antiguos hechos de Wulin" (sobre la capital Hangzhou) escritos por Zhou Mi (1232-1298) durante la dinastía Yuan, donde se referían a los "pupai" (juegos de placas o dominós) y a los dados como objetos vendidos por los mercaderes durante el reinado del emperador Xiaozong de la dinastía Song (1162-1189).
El primer manual conocido sobre el dominó es el Manual del período Xuanhe, interpretado por Qu You (1341-1427). Sin embargo, algunos estudiosos chinos creen que este manual es una falsificación de un momento posterior.
En la Enciclopedia de la Miríada de Tesoros, Zhang Pu (1602-1641) describe el juego de disponer las piezas de dominó como pupai, aunque el carácter pu había cambiado con respecto al escrito de Zhou Mi, conservando la pronunciación. Los juegos de dominó tradicionales chinos incluían el Tien Gow, Pai Gow, Che Deng y otros. El conjunto de 32 piezas chinas, que representaba las posibilidades de tirada de un par de dados e introducía duplicados de algunas tiradas, aunque no tenía caras en blanco, lo que difiere de los conjuntos de 28 piezas encontrados en Occidente a mediados del siglo XVII.
Es precisamente en este siglo cuando empiezan a aparecer en Europa los primeros vestigios de este juego, especialmente en Italia y de ahí se expanden por todo Occidente, aunque con cambios con referente a su original chino. Los juegos de dominó europeos no contienen ni distinciones de clase ni duplicados, aunque incorporan las combinaciones con una de las caras en blanco, azul, negro, blanco, fucsia y blanco. En noviembre de 2005 se realizó el primer torneo de dominó en Las Vegas, participaron los 40 mejores jugadores de dominó de más de 40 países.

## En qué países se juega
Toda una mezcla cultural que en el Caribe hace fuerte presencia en países como Jamaica, Costa Rica, Aruba, Cuba, Nicaragua, República Dominicana, Panamá, Colombia, España. Llegando a ser reconocido oficialmente como deporte en México, Puerto Rico y Venezuela, entre otros.

## Nombre de las fichas
Las fichas con igual número de puntos en ambos cuadrados se conocen como dobles, mulas, chanchos o carretas. Así mismo, las fichas con uno de los cuadrados sin puntos se llaman blancas y las que tienen un punto se conocen como unos o pitos en España. Así, con los dos, tres, cuatro y cinco hasta llegar a los seis. En otros lugares suelen ser nombrados Blanco (0), As (1), Dos (2), Tres (3), Cuadra (4), Quina (5) y Cena (6). El 6 doble se conoce en la costa colombiana como la mazorca y el cero doble como la pelá, en República Dominicana el cero doble se conoce como «la caja». En Venezuela, el 6 doble se conoce como la cochina o doble cena; en República Dominicana como «el burro»; en México, como mula; en Chile, como chancho 6; en Perú, es conocida como samba; en Puerto Rico como la guagua (el autobús); en Colombia y Panamá doble cena y en España es conocida como la que menos pesa o la caja de botellines.

## Reglas

Fichas de dominó.

### Jugadores
En muchas ocasiones el juego de dominó se puede practicar con 2, 4, 5 o incluso 12 personas y se tienen que dividir las fichas según la cantidad de jugadores. Regularmente se juega de 2 a 4 personas en el dominó clásico.

### Objetivo
El objetivo del juego es alcanzar una determinada puntuación previamente fijada, jugando para ello las manos o rondas que sean precisas.
El jugador que gana una ronda, suma los puntos de las fichas de sus adversarios y/o pareja, solo si este es mayor, por ejemplo si el jugador suma 8 puntos y el adversario 12, el adversario se lleva los puntos del contrario. El primer jugador o pareja que alcanza la puntuación fijada al principio de la partida, gana.
Si un jugador no puede jugar, debe “robar” del pozo tantas fichas como sean necesarias. Si no quedan fichas en el pozo, pasará el turno al siguiente jugador.
La única seña válida en el juego del dominó es la "pensada". Cuando toca el turno de jugar, se tiene la opción de pensar durante un tiempo relativamente largo para hacerle entender al compañero que se tienen varias fichas del mismo número, que va a tapar o que va a cuadrar. O por el contrario, jugar de inmediato, sin pensar, indica que no se tienen más fichas del número que este en ese momento. 
Llegado al caso que el juego se cierre gana el jugador con menos puntos en la partida o la mano ( jugador que salió).

### Inicio del juego
Los jugadores de cada pareja se colocan alternativamente alrededor de una mesa; quedan en posiciones enfrentadas los miembros de cada pareja respectivamente.
Antes de empezar, las fichas se colocan boca abajo sobre la mesa y se mezclan para que los jugadores las recojan al azar en igual número cada uno normalmente 7 (7×4=28 fichas en total). 
Si a algún jugador le toca un número determinado de dobles, normalmente 4 o más, se vuelve a repartir.
Hay varias maneras de empezar la primera ronda. Una es que empieza el jugador que tiene el seis doble y continúa el jugador situado a su derecha. 
En las siguientes rondas, empezará el jugador a la derecha del que empezó la ronda anterior. Tiene que tirar un doble, y si no tiene, tirará una ficha cualquiera. Al finalizar la ronda, la persona que fue mano, le tocará mezclar las fichas para la próxima mano.

### Desarrollo del juego
En su turno cada jugador colocará una de las piezas con la restricción de que dos piezas solo pueden colocarse juntas cuando los cuadrados adyacentes sean del mismo valor (ej. el 1 con el 1, el 2 con el 2, etc. hasta el 6).
Es costumbre colocar los dobles de  transversal desde la salida y en cualquier momento del desarrollo del juego, para evitar señales sobre el tipo de mano que se posee (juego alto, juego bajo, juego oportuno). Colocar un doble suele llamarse doblarse, o acostarse.
En el juego también existe una ventaja conocida comúnmente como tapicui, y es una ventaja que puede tener algún jugador cuando obtiene dos o más fichas pares en la repartición de las fichas, este puede jugarlas las dos al mismo tiempo si se le da posibilidad de jugarlas teniendo en cuenta que debe de tener los mismos números pares por punta y punta. Ej. Si tiene las fichas pares 3-3 y 5-5 y en una punta se encuentra el 1-3 y en la otra 4-5  puede lanzar ambas fichas en un solo tiro.
Si un jugador no puede colocar ninguna ficha en su turno tendrá que pasar el turno al siguiente jugador o tendrá que tomar una ficha de las sobrantes. 
Es frecuente en el juego que alguno de los jugadores tire, por ejemplo, el último de los seis quedando únicamente por tirar el seis doble. En este caso se dice que ha ahorcado o matado el seis doble. El jugador que lo tenga no podrá ya ganar la ronda (a no ser que la gane su compañero).
Si el jugador cede el paso teniendo fichas para usar en el juego, esté incurrirá en un turno menos (se conoce como pase con ficha) y sedera al siguiente el turno.

### Final del juego
La mano continúa hasta que pasa alguna de las siguientes situaciones:
- Alguno de los jugadores se queda sin fichas literalmente

- Alguno de los jugadores se queda sin fichas por colocar en la mesa, deberá tomar fichas del pozo de fichas hasta que estas se acaben, si esto sucede en este caso el jugador se dice que «dominó la partida».
- En caso de «cierre»[8] (también llamado «tranca»,[9] «tranque»,[8] «muerto» o «matado»),[cita requerida] es decir, cuando a pesar de quedar fichas en juego ninguna pueda colocarse, ganará el jugador o pareja cuyas fichas sumen menos puntos. En caso de empate la norma internacional establece que no hay ganador y en el siguiente juego sale el jugador de turno, es decir,  el siguiente al que salió en la partida actual.[8] Sin embargo, en algunos países o regiones definen un ganador de acuerdo con una de las siguientes reglas:[cita requerida]
  - La pareja que inició el juego, o, en juego individual el jugador más cercano al que salió en el sentido de rotación acordado (generalmente inverso a las agujas del reloj).
  - El jugador o pareja que se le atribuye el «cierre».

En cualquier caso la salida para el siguiente juego será la convenida previamente.

## Modos de juego
La modalidad de juego más común en el Dominó es la de parejas, con cuatro jugadores, también esta la modalidad individual y por equipos (compuestos por dos o tres parejas cada uno). Dependiendo de la región, el Dominó se rige por un conjunto de reglamentos o condiciones de juego. A continuación alguno de ellos:  

### Dominó mexicano
Es utilizado principalmente en México y en los torneos internacionales de Dominó.
- Jugadores:
  - Modalidad individual: 4 jugadores, se juega por parejas cada partida, pero la puntuación acumulada es individual, ya que tanto los rivales como los compañeros en cada partida cambian.
  - Modalidad por parejas: 4 jugadores, compuesto por 2 parejas. Las parejas son fijas, no se cambian.
  - Modalidad por equipos: Un equipo está compuesto por 3 parejas, los enfrentamientos entre equipos se juegan en 3 mesas, jugando cada uno de ellos la modalidad por parejas vs el otro equipo, pero la puntuación acumulada es por equipos, tanto los puntos como las partidas ganadas.
- Objetivo: La partida se compone de varias manos y termina cuando una de las parejas alcanza o supera los puntos establecidos, normalmente 200 o 300.
- Salida: En el Dominó Internacional para elegir quien va a realizar la primera salida, se revuelve las fichas, y cada jugador toma una ficha, el jugador que saque la ficha más alta es el que va a realizar la primera salida de esa partida.
- Puntuación: La pareja ganadora contabilizará la totalidad de los puntos no jugados, es decir, la suma de los puntos en las fichas que resten por jugar a ambas parejas.
- Tranca: En caso de tranca, tranque o cierre, la pareja ganadora es aquella que sume menos puntos en sus fichas no jugadas. La pareja ganadora contabilizará la suma de los puntos en las fichas que resten por jugar a ambas parejas. En caso de empate, cuando las dos parejas suman la misma cantidad de puntos, gana la pareja con menor cantidad de fichas, no se contabilizan los puntos en caso de que el número de fichas sea el mismo para ambas parejas y correrá la mano, es decir, saldrá el jugador situado a la derecha del anterior jugador saliente.l

### Dominó latino
Esta modalidad del juego se juega principalmente en Hispanoamérica y en Corea del Sur.
- Jugadores: Dos equipos de 2 jugadores cada uno.
- Objetivo: La partida se compone de varias manos y termina cuando una de las parejas alcanza o supera 100 o 200 puntos.
- Salida: En el dominó latino el jugador que posee el seis doble realiza la salida de la primera ronda.
- Puntuación: La pareja ganadora contabilizará la suma de los puntos en las fichas que resten por jugar por parte de la pareja perdedora.
  - En caso de tranca o cierre, la pareja que tenga la menor cantidad de puntos será la pareja ganadora y por lo tanto no se le sumaran puntos, solo se sumaran los puntos de la pareja perdedora. En caso de que sumen la misma cantidad de puntos en el cierre, la pareja que salió en esa mano será la ganadora y será la que saldrá la siguiente mano. En caso de que suceda un pory, se le restan los puntos.
- Paso corrido: Si en un momento un jugador da un paso corrido (que ninguno de los otros jugadores tiene de las fichas a jugar), al jugador que dio ese pase corrido se le suman 25 o 30 puntos dependiendo de las reglas.
- Paso con ficha: si un jugador pasa con ficha este dará el paso a la siguiente persona.

Cabe señalar, que el dominó es muy popular en los países latinoamericanos, sobre todo en aquellos con cultura caribeña y que son propios de la región del mar Caribe (Cuba, México, Puerto Rico, República Dominicana, Venezuela, Colombia y Panamá).

### Dominó colombiano
Modalidad de juego en la mayoría de los departamentos del país.
Jugadores: Dos equipos de 2 jugadores generalmente.
- Objetivo: La partida se compone de varias manos y termina cuando uno de los dos equipos alcanza los 100 puntos.
- Salida: En el dominó colombiano, el jugador que tiene el seis doble (la marrana)es el encargado de la salida inicial; de la primera ronda. En las rondas siguientes, la salida la hace uno de los dos jugadores que hayan dominado en cada una de las rondas, es decir que, la salida se gana, se convierte en una constante a la que se tiene derecho habiendo dominado al equipo contrario en cada ronda jugada. Por lo general, la salida se consulta, lo cual permite que el jugador que crea tener mejor juego sea el que realiza la salida.

En el juego también existe una ventaja conocida comúnmente como tapicui, y es una ventaja que puede tener algún jugador cuando obtiene dos o más fichas pares en la repartición de las fichas, este puede jugarlas las dos al mismo tiempo si se le da posibilidad de jugarlas teniendo en cuenta que debe de tener los mismos números pares por punta y punta. Ej. Si tiene las fichas pares 3-3 y 5-5 y en una punta se encuentra el 1-3 y en la otra 4-5  puede lanzar ambas fichas en un solo tiro.
- Puntuación: La pareja ganadora contabiliza la totalidad de los puntos no jugados por la pareja perdedora.
- Tranca o cierra: La cierra o tapia,[cita requerida] como normalmente se le conoce a la tranca en el dominó colombiano es en pareja, existiendo dos modalidades para adjudicarse el dominio del juego: 1. Al momento de la cierra, el jugador que menos puntuación tenga es el ganador de la ronda. 2. "El que cierra responde" Esta es una norma utilizada en los juegos de dominó del Bajo Cauca, Zaragoza, en el departamento de Antioquia, consiste en que al momento de la cierra, el jugador que pone la última ficha debe tener una puntuación más baja (individualmente) que los jugadores del equipo contrario. Si un jugador cierra el juego y su compañero es el que menos puntos tiene, no se le toma como ganador o dominador del juego; en este caso, si un jugador contrario tiene menos puntuación que el que realizó la cierra, este será el ganador. Dado el caso, en el que se cierre el juego habiendo un doble por colocar, el jugador que lo posea será al que le toque responder, puesto que es el encargado de colocar la última ficha en el juego. Dado un empate en alguno de los dos casos, el equipo que haya cerrado el juego es el ganador. Después de cerrado el juego, se suman solo la totalidad de los puntos no jugados por la pareja perdedora. La pareja ganadora tiene la salida en la roda siguiente.

También en algunas regiones cuando es una partida que no se juega en grupos sino individual se acostumbra colocar como regla el pago de una tarifa para el caso de Paso o de Dominó, que puede ser diferente o igual para ambos casos. Se paga de la siguiente manera:
- Si un jugador Domina, es decir, gana la partida, cada uno de los jugadores pagará al ganador la tarifa acordada para este caso.
- Si un jugador Pasa, es decir, cede su turno pues no dispone de una ficha que pueda colocar, entonces pagará a la persona que hizo que pasará (por lo general es la última persona que puso una ficha), la tarifa acordada para este caso.

### Dominó chileno
Modalidad de juego que posee algunas variantes importantes, y que se juega en varias regiones del país.
- Jugadores: Desde 2 a 4 jugadores, de forma individual o en equipos.
- Objetivo: Luego de varias partidas, el juego acaba cuando un jugador logre sumar 121 puntos o más, y el contrincante que tenga menor cantidad de puntos, es el que gana la partida.
  - Si hubiere el caso que dos o más jugadores, hayan empatado en sus puntuaciones para definir al ganador, se jugará una partida de desempate entre los jugadores en cuestión hasta definir a un ganador.
- Salida: En el dominó chileno, el denominado Chancho 6 (6 doble) el que he inicia la salida, en caso contrario, se baja a la escala siguiente (5 doble, 4 doble) etc. Luego ya en la segunda mano, le sigue el jugador o la pareja a su derecha, en sentido a las manecillas del reloj, y así sucesivamente.
- Puntuación: Terminada una partida, cada jugador suma su puntuación en una tabla, y se van contabilizando, el de todas las partidas de cada uno o en equipo, como sea el caso, así el objetivo es el sumar la menor cantidad de puntos hasta que un o uno de los contrincantes llegue a la puntuación de 121 para ganar el juego.
- Pase o Sacar: Cuando un jugador se quedase sin jugadas posible y sobrase fichas sin repartir, se puede optar a jugar a pasar o con sacar de las fichas que no se repartieron, hasta que el jugador tenga la opción de jugar o de pasar si ninguna le permitiese jugar. Aquella regla se debe eligir antes de empezar el juego.
- El cierre o tranca varía un poco en Chile. Cuando un jugador, logra cerrar la partida, dejando sin ningún movimiento posible, se procede a contabilizar los puntos de cada jugar o pareja, incluido el jugador que haya cerrado la partida, luego de eso, el que posea la mayor cantidad de puntos, deberá sumar la puntuación de todos sus oponentes y sumarlas al suyo. Así se procederá a:
  - El jugador o equipo que posea la mayor cantidad de puntos, deberá sumar su puntuación más las de todos sus oponentes y sumarlas al suyo.
  - En caso de empate entre uno o varios jugadores, se revolverán las fichas y deberán sacar una cada uno, luego el número más alto o más bajo (como lo hayan decidido con anterioridad) será el jugador que perderá.

### Dominó venezolano
Esta modalidad del juego se juega principalmente en Caracas y las ciudades de los estados Táchira, Zulia, Mérida, Carabobo, Yaracuy y Bolívar.
- Jugadores: Dos equipos de 2 jugadores cada uno generalmente
- Objetivo: La partida se compone de varias manos y termina cuando una de las parejas alcanza o supera 75 o 100 puntos
- Salida: En el Dominó Venezolano el jugador que posee el doble seis, "cochina" (como se le suele llamar en la mayoría de los estados de Venezuela) o "doble cena" realiza la salida de la primera ronda. En las siguientes rondas empezará el jugador a la derecha del que salió en la ronda anterior
- Puntuación: La pareja ganadora contabilizará la totalidad de los puntos no jugados por la pareja perdedora, excepto en el Zulia, donde se suman los puntos de las fichas que resten por jugar a ambas parejas (esto no es general, ya que también se usa el método tachirense de contar sólo las fichas de los perdedores).
- Tranca: La tranca es en parejas, es decir, el equipo que posea menos es el ganador de la ronda y se le anotarán los puntos de las fichas restantes por jugar por parte de la pareja contraria (excepto en Nueva Esparta). En caso de empate, cuando las dos parejas suman la misma cantidad de puntos, ningún equipo se anotará el valor de la tranca y en la libreta de anotaciones se colocara un 0 (cero) para así no alterar los puntos ya ganados y mantener la cuenta de juegos jugados. En Maracaibo existe una variante, en una tranca el jugador con menos puntos es el ganador de la partida y se suman a la pareja ganadora el total de puntos de todas las fichas no jugadas.
  - En el caso de la tranca individual en la ciudad de Maracaibo, al momento de que se realiza un empate de puntos entre un jugador de un equipo y del otro, el ganador será quien posea la mano de la salía, es decir, quien haya sido el salidor; en el caso de que no haya sido el salidor entonces es quien este más cerca de él a su mano derecha; la mano en la tranca no se corre.

### Dominó ponceño
Esta modalidad del juego debe su nombre a que se creó entre los estudiantes universitarios en la ciudad de Ponce, Puerto Rico. Este modo logra que los juegos sean más rápidos y ofensivos.
- Jugadores: Dos equipos de 2 jugadores cada uno.
- Objetivo: Acumular 20 puntos
- Salida: Comenzando el partido, saldrá el jugador que tenga el seis doble. El juego rota hacia la derecha (en contra de las manecillas del reloj). En las demás partidas del juego, saldrá el jugador de la derecha del jugador que salió en la mano (juego) anterior, sin importar quien ganó esa mano anterior. Desde esa segunda mano en adelante, se podrá salir con cualquier ficha (no tiene que ser doble). Al final, la persona que salió/abrió la mano, le tocara fregar (revolver o mover las fichas) para la próxima mano.
- Puntuación: El primer pase (cuando algún jugador no puede poner ficha en el tablero) de todo el partido vale 2 puntos. Los demás pases valen 1 punto. Si la jugada hace pasar a tu propio compañero, el pase de tu compañero es ‘gratis’, o sea no vale punto para los oponentes. Si la ficha hace un pase triple, o sea, le corresponde el turno al mismo jugador de nuevo, serán 2 puntos, correspondientes a los dos oponentes que hizo pasar. 
  - Ejemplo: Si el jugador A1 del equipo A, hace pasar al oponente de su derecha, Jugador B1, esa jugada le da un punto al equipo A. Si en la misma jugada, el jugador A2, compañero de A1, pasa también, ese pase NO cuenta como punto para el equipo B.
  - Ejemplo: Si el jugador A1 del equipo A, en una jugada, hace pasar al oponente de su derecha (jugador B1), a su compañero (jugador A2), y a su jugador de la izquierda (jugador B2), esa jugada le da 2 puntos al equipo A. Es decir, 1 punto por el pase al jugador B1, NO puntos por pasar tu propio compañero A2, y 1 punto por pasar el jugador B2. Total 2 puntos.
- Tranque o cierre: El Tranque (cerrar el juego de manera que se quedan fichas en posesión de los cuatro jugadores, pero ninguno puede tirar), vale 2 puntos para el equipo de la persona que tranco. Eso es así, aún si no gana el Tranque. El Tranque es individual: Ante un tranque, cada jugador contará sus puntos. Los puntos de un jugador NO se sumaran con los de su compañero. El jugador que tenga menos puntos en mano es el ganador del tranque. Los puntos para el equipo ganador será la suma de los puntos de los cuatro jugadores. En caso de empate, nadie tomara puntos (el equipo del jugador que provocó el Tranque son los únicos puntos en la jugada, entonces). No hay puntos adicionales por Capicú (terminar la mano con la ficha [llave] que abre ambas puntas).
- Recuento: El recuento de puntos después de una mano se redondeara al decimal (por ejemplo: 5=0 puntos, 6 = 1 punto, 15 = 1 punto, 16 = 2 puntos, 25 = 2 puntos, 26 = 3 puntos, etc.). El equipo que logre acumular 20 palitos o puntos, en cualquier etapa del juego, será el ganador del partido. Esto puede ocurrir aún sin haber terminado una mano.

### Dominó dominicano
En República Dominicana se juegan dos modalidades, son llamadas De Regla General y De Regla de Patio (o informal). El dominó de regla general es más bien la modalidad latina.
- Juego de patio: El juego de patio se caracteriza porque se usa solo una mesa aunque haya tres o más parejas. La idea es que para seguir jugando hay que ganar las partidas o si no, ceder el turno a la siguiente pareja, por lo que se establecen reglas y penalidades que agilicen el tiempo de juego...
- Jugadores: Dos equipos de 1 o 2 jugadores cada uno.
- Objetivo: La partida se compone de varias manos y termina cuando una de las parejas alcanza o supera 100 o 200 puntos.
- Salida: En el Dominó Dominicano el jugador que posee el seis doble realiza la salida de la primera partida. Las demás partidas las inicia quien haya ganado la partida anterior. La próxima ficha la coloca el jugador a la derecha de este. Se dice que ha dominado a quien ya no le quedan fichas por colocar. Un jugador del equipo perdedor le tocara barajar las fichas.
- Puntuación: En la modalidad de regla General la pareja ganadora contabilizará la suma de los puntos en las fichas que resten por jugar por parte de la pareja perdedora. En los juegos de patio (informal) se suman los puntos de todas las fichas restantes.
- Tranque: En la modalidad de regla general en caso de tranque o cierre, la pareja que tenga la menor cantidad de puntos será la pareja ganadora. En caso de que sumen la misma cantidad de puntos en el tranque, la pareja que salió en esa mano será la ganadora y será la que saldrá la siguiente mano. La modalidad de patio varía en que quien hizo el tranque compara solo sus fichas con el oponente de la derecha.
- Juego en banda: es aquel en el que el tranque es obligado sin importar por donde se coloquen las fichas restantes(esto es porque el o los jugadores faltantes están obligados a dar las fichas que generen el tranque).
- Paso corrido: En el juego de patio, si en un momento un jugador da un paso corrido (ya que ninguno de los otros jugadores tienen de las fichas a jugar), el jugador que dio ese pase corrido se le suman 25 o 30 puntos dependiendo de las reglas.
- Puntos de salida: En la modalidad de patio (informal), si al momento de colocarse la primera ficha, el oponente inmediato no puede jugar, al jugador que salió se le suman 25 o 30 puntos dependiendo de las reglas, si la pareja tampoco puede jugar entonces se anulan los puntos de salida.
- Capicúa: En la modalidad informal, si un jugador coloca su última ficha, y esta puede ser colocada por ambos extremos, se dice que es Capicúa, y al jugador que hizo la capicúa se le suman 25 o 30 puntos dependiendo de las reglas. Si la ficha es un doble entonces no hay capicúa.
- Pila: En la modalidad de 1 jugador por equipo, los jugadores toman 7 fichas cada uno, quedando las fichas restantes a un lado en la pila, el jugador cuyas fichas no pueden ser colocadas debe “cargar” fichas de la pila, una por una hasta encontrar aquella que pueda ser colocada. Existen una variante en la que ambos jugadores toma diez fichas y no es permitido “cargar” de la pila.
- Pase con ficha: Si un jugador pasa (no juega) teniendo una o más fichas que pueden ser colocadas, los puntos de todas las fichas después de ese pase se cuentan a los oponentes. Si el jugador que cantó un pase reacciona antes de que el jugador siguiente coloque su ficha solo recibirá una sanción de 25 o 30 puntos dependiendo de las reglas.
- Dominó Pintintin: El Pintintin es una variedad en la que se juega todos contra todos. El número de jugadores puede ser de 2,3 o 4 en la que cada uno toma 6 o 7 fichas según sea acordado. la finalidad es ganar o quedar con la menor cantidad de puntos posibles. Tiene como diferencia del dominó convencional el hecho de que es un juego de apuestas y como cada partida es independiente no hay sumatoria de puntos.[cita requerida]

### Dominó fútbol[citarequerida]
Cada jugador toma 12 fichas quedando 4 fuera de la partida. 
La partida es ganada por el jugador que se queda sin fichas, o en caso de Tranque el que sume menos puntos. Si el perdedor suma 10 o más puntos, estos se le adjudican al ganador. Pero si la suma es menor a 10, estos no cuentan, y se dice que le metieron 'Gol' al ganador. Anotándose este en su contra.
Se regresan al juego las 4 fichas excluidas para que el perdedor pueda revolver las fichas. Siendo el ganador el que abre.
Igual que en la modalidad anterior, gana el que llega a 100 puntos, pero también puede ganar el que logra hacerle 10 goles al contrincante.

### Dominó cubano[10]

#### Zona occidental del país
Consta de 55 fichas, del 0 al 9, pero solo juegan 40 fichas (10 por cada jugador) y duermen las 15 restantes, lo cual le da un mayor margen al azar y a la imaginación, pues nunca se sabe con certeza las fichas que están en juego, y resulta difícil, aunque parezca simple, por tanto, la superficialidad del juego es solo aparente. Los jugadores generalmente pueden ser 2 o 4 y gana el primero en anunciar “Me pegué” o “Gané” y llegar a 100 puntos.
Reglas del juego: Se mezclan las fichas boca abajo y se reparten 10 a cada jugador, quedando en la mesa 40 (si participan 4 jugadores). Se juega en contra de las agujas del reloj. Cada jugador trata de unir el número de uno de los extremos de una de sus fichas con el número de un extremo libre de cualquier ficha que esté sobre la mesa boca arriba. Si un jugador no puede hacerlo, pierde el turno y continúa el jugador de su derecha. Cada jugador puede jugar solo una ficha por turno.
El primer jugador en deshacerse de todas las fichas anuncia: “Gané” o “Me pegué” y gana el juego. Si ninguno puede jugar, el juego termina bloqueado. Cuando pasa esto, todos los jugadores dan vuelta a sus fichas y suman los puntos de cada ficha. El jugador con el puntaje más bajo gana el juego y obtiene los puntos de todas las fichas de sus oponentes. El jugador que primero llegue a 100 puntos gana la partida.
Cuando hay un cierre, se suman los puntos de cada pareja y gana la de menor puntuación.

#### Zona oriental del país
Muy popularizado en la región oriental del país en dos modalidades llamadas: dominó y capicúa, consta de 28 fichas, del 0 al 6. Se reparten 7 fichas por jugador.
- Jugadores: Dos equipos de dos jugadores cada uno generalmente.
- Objetivo: La partida se compone de varias manos y termina cuando una de las parejas alcanza o supera los 20 puntos.
- Salida: En la modalidad capicúa al comienzo de la partida saldrá el jugador que posea el seis doble. El juego rota hacia la derecha (en contra de las manecillas del reloj). En las demás datas o manos (partidas del juego) saldrá cualquiera de los jugadores de la pareja ganadora de la anterior sin importar si se sale con doble o no. En la modalidad llamada dominó al comienzo de la partida saldrá el jugador que posea el seis doble. El juego rota hacia la derecha (en contra de las manecillas del reloj). En las demás datas o manos (partidas del juego) saldrá el jugador situado a la derecha del que salió inicialmente y así sucesivamente hasta finalizar el juego.
- Puntuación: El primer pase (cuando algún jugador no puede poner ficha en el tablero) de todo el partido vale 2 puntos. En caso de que la pareja que proporcione el pase no posea puntos se dice que quedan "abajo", para poder tomarlos por cualquiera de las parejas se deben de coger en una data o mano 3 o más puntos. Los puntos están dados por la suma de todas las fichas tanto las de la pareja como las del contrario anotándose como sigue: de 3 a 20, 2 puntos; de 21 a 30, 3 puntos; de 31 a 40, 4 puntos y así sucesivamente. ganando la pareja que alcance primero los 20 puntos.
- Tranque: En caso de tranque o cierre, se cuentan los puntos de forma individual y el que posea la menor cantidad de puntos le da victoria a la pareja. En caso de que sumen la misma cantidad de puntos en el tranque un miembro de una pareja con alguno de la pareja contraria, la pareja que salió en esa data será la ganadora y por consiguiente tiene el derecho de salir en la próxima data.
- Capicúa: Es utilizada en la modalidad capicúa. Si un jugador coloca su última ficha, y esta puede ser colocada por ambos extremos, se dice que es Capicúa, y a la pareja que hizo la capicúa se le suman el doble de los puntos obtenidos en esa data. Si la ficha es un doble entonces no hay capicúa. Vale aclarar que en la modalidad dominó no se usa la capicúa.
- Zapato a zapatero: Se le llama "zapatero" cuando la pareja ganadora alcanza los 20 puntos mientras que el contrario no alcanza ninguno.
- Culillo: Se le llama "culoto" cuando se está perdiendo por más de 20 puntos a 0 y se logra remontar y ganar la partida.

### Dominó Internacional
En muchos países de habla inglesa y en general a nivel internacional se conocen dos modos principales del juego:
- Robar (Draw). Éste es el modo más popular, también jugado mayormente en los dominos de habla hispana. Cuando el jugador no tiene fichas debe robar del montón para seguir en el juego.
- Sin Robar (Block). En este modo no se roban fichas adicionales. El juego termina cuando un jugador gana jugando su última ficha, o cuando el juego está bloqueado porque ninguno de los jugadores puede jugar.

### Dominó Tapadito
Es parecido al dominó clásico con la diferencia de que no puedes ver las fichas a jugar. Se pueden jugar de 2 a 4 personas y blanco doble ( • ) vale 15 puntos.
Se reparten la cantidad de fichas correspondientes sin verlas, cada jugador puede voltear 1 sola ficha, el jugador que posea una pieza doble (6:6 o 5:5, etc) puede comenzar.
No puedes voltear una ficha si puedes colocar fichas previamente volteadas, la ronda termina cuando una persona logre quedarse sin piezas.
Para ganar el juego necesitas obtener o superar 200 puntos.

### Dominó Astrológico
El Astrodominó básico para jugar con fichas de aspectos, se compone de 43 fichas en total: 30 fichas de signos y 13 fichas de aspectos.[cita requerida]
- Jugadores: 2 a 4 jugadores.
- Objetivo del Juego: Astrodominó se puede jugar por aspectos, valores o puntos.

- Aspectos: Se juega por rondas tratando de completar cada Aspecto, gana el jugador que completa los 13 Aspectos Valores: Se juega por rondas hasta que el jugador alcance los 36 puntos de Valores u otro límite establecido. Puntos: Se juega por rondas hasta que un jugador alcance los 234 Puntos u otro límite establecido.
- Inicio del juego: Antes de empezar, todas las fichas se colocan boca abajo sobre la mesa y se mezclan. Los Jugadores recogen, al azar, 7 fichas de Signos y 2 fichas de Aspecto Oposición cada uno y 1 de Aspecto Trígono. Se reparte 1 ficha de Cuadraturas para los 3 primeros Jugadores y 2 fichas de Oposiciones para el último Jugador. Las fichas restantes se dejan en la mesa boca abajo. El primer jugador colocara una ficha de Signos a elección de él en la mesa y continua el jugador situado a su derecha.
- Desarrollo del juego: En su turno cada Jugador colocará una de sus fichas de Signos, haciendo coincidir uno de sus lados con uno de los lados libres de una ficha de la mesa. Cuando un jugador en su turno no tiene ninguna ficha de Signos que pueda jugar, debe jugar una de sus fichas de Aspectos, si no puede sacará una ficha de Signos cara abajo de la mesa. Si no hay fichas cara abajo en la mesa, debe dar al Jugador anterior una ficha de Aspectos a elección. Si no puede pierde su siguiente turno.

Fichas de Aspectos En su turno cada Jugador puede jugar una ficha de Aspectos en vez de una de Signos haciendo coincidir uno de sus lados con uno de los lados libres de una ficha de la mesa. Además podrá jugar otras fichas de Signos que coincidan con la ficha de Aspectos junto con ella. El jugador que ponga la última ficha para cerrar un Aspecto es el jugador que completa el Aspecto y gana Puntos de Valores o los puntos normales del Aspecto, según el objetivo del juego. Si un jugador se queda sin fichas para jugar o ninguno de los jugadores puede jugar una ficha, se da por terminada la ronda y se comienza una nueva.
- Victoria: 
  - Aspectos: Gana el jugador que durante las sucesivas rondas haya completado cada uno de los Aspectos, es decir haber colocado la última ficha para cerrar el Aspecto.
  - Valores: El jugador acumulara puntos de Valor por cada Aspecto cerrado por él. Cada Aspecto tiene una Puntuación por los lados que tiene. Oposiciones 2 Puntos de valor, Trígonos 3 puntos de Valor y Cuadratura 4 puntos de Valor. Puntos: El jugador acumulara puntos por cada Aspecto cerrado por él. Cada Aspecto tiene una puntuación por los signos que lo componen.
- Fichas: El primer grupo de 15 fichas corresponde a la combinación de los primeros 6 signos del Zodiaco (Aries, Tauro, Géminis, Cáncer, Leo y Virgo): Aries con Tauro, Géminis, Cáncer, Leo y Virgo. Tauro con Géminis, Cáncer, Leo y Virgo. Géminis con Cáncer, Leo y Virgo. Cáncer con Leo y Virgo. Leo con Virgo. El segundo grupo de 15 fichas corresponde a la combinación de los últimos 6 signos del Zodiaco (Libra, Escorpio, Sagitario, Capricornio, Acuario y Piscis): Libra con Escorpio, Sagitario, Capricornio, Acuario y Piscis. Escorpio con Sagitario, Capricornio, Acuario y Piscis. Sagitario con Capricornio, Acuario y Piscis. Capricornio con Acuario y Piscis. Acuario con Piscis.
- Aspectos: Las fichas de aspectos son 13 en total. 6 Fichas rectangulares de las Oposiciones. 4 Fichas triangulares de los Trígonos de Fuego, Tierra, Aire y Agua. 3 Fichas cuadradas de las Modalidades Cardinal, Fijo y Mutable.

## Dominó en línea
Con el desarrollo de Internet se comenzó a popularizar el juego de dominó en línea. Para jugarlo, un jugador se conecta a través de Internet a una página web o servidor de juegos en los que encontrará otros jugadores con quien jugar.  
Entre los beneficios que el juego de dominó en línea ofrece se encuentra la facilidad de participación (no es necesario desplazarse físicamente), la cobertura de jugadores (puede enfrentarse a jugadores ubicados en otras partes del mundo), y la reducción en los posibles errores (por ejemplo, no se puede poner una ficha equivocada). 